# Gabriel Cohn-Bendit
Pour les articles homonymes, voir Cohn et Cohn-Bendit.
Jean-Gabriel Cohn-Bendit, dit Gabriel Cohn-Bendit (ou « Gaby Cohn-Bendit ») (Montrouge, 14 avril 1936 – Toulouse, 17 décembre 2021), est un professeur et militant français (qui avait également reçu la nationalité du Burkina Faso) de l'éducation alternative connu en particulier pour la fondation du lycée expérimental de Saint-Nazaire.
Il a fréquenté les milieux anarchistes, puis les cercles de l'extrême gauche, ensuite de l'ultra-gauche dans les années 1960 et 1970. Il adhère quelque temps au Parti socialiste puis aux Verts.
Il est le frère aîné de Daniel Cohn-Bendit.

## Biographie

### Origines familiales
Gabriel Cohn-Bendit est le fils d'Eric Cohn-Bendit (1902-1959), avocat à Berlin, et de Herta David (1908-1963), tous deux issus de familles juives ashkénazes. Peu après l'avènement de Hitler à la chancellerie (30 janvier 1933), Erich (ou Eric) étant menacé d'arrestation comme militant du Secours Rouge, ils quittent l'Allemagne et se réfugient à Paris (mars 1933). Jusqu'à la guerre, ils vivent dans le XVe arrondissement, dans un groupe de réfugiés qui inclut notamment Walter Benjamin et Hannah Arendt, mais aussi Max Ophüls, de sorte que Gabriel est figurant dans son film Werther (1938).
Gabriel Cohn-Bendit a acquis la nationalité française[Quand ?], bien plus tôt que son frère Daniel, né en 1945, qui avait opté pour la nationalité allemande en 1959 avant d'obtenir la nationalité française en 2015.

### Enfance et adolescence
Durant la guerre, ses parents sont réfugiés dans la région de Montauban ; sa mère est économe de la colonie pour enfants juifs de la Maison des enfants de Moissac. En 1943-1944, à la suite de l'occupation de la zone Sud par l'armée allemande, il vit dans la clandestinité dans une famille de résistants, sous une fausse identité de réfugié belge. Après la Libération, ses parents deviennent responsables de la colonie de Cailly-sur-Eure (« colonie Juliette »). En 1947, il revient à Paris, où se trouve sa grand-mère paternelle, pour entrer en Sixième. Ses parents rentrent à Paris en 1948, mais son père repart exercer son métier d'avocat en Allemagne en 1951.
Il fait ses études secondaires au lycée Buffon, dans la même classe que Laurent Terzieff, Philippe Robrieux, Alain Lancelot et Jean-François Burgelin.

### Les études et l'engagement politique
Après le baccalauréat, puis une année de propédeutique, il fait des études de philosophie. Influencé par Jean-Paul Sartre, il adhère au Parti communiste français comme membre de la section des étudiants de philosophie. Conséquence de l'attitude stalinienne des dirigeants français en 1956, il le quitte pour rejoindre un groupe trotskiste, puis se rapproche du mouvement de Cornelius Castoriadis, Socialisme ou barbarie.

### Professeur et militant à Saint-Nazaire
En 1959, son épouse ayant obtenu un emploi à Saint-Nazaire, il y est lui-même surveillant pour terminer une licence d'allemand, puis passe le CAPES d'allemand et est nommé professeur au lycée.
À cette époque, Saint-Nazaire et Nantes sont marquées par le souvenir des grèves qui ont eu lieu en 1955 et qui ont été l'objet d'un numéro de Socialisme ou Barbarie.
Il s'intègre à ce nouveau milieu en entrant en contact avec des militants de gauche locaux : les syndicalistes d'orientation anarchiste (Paul Malnoë de l'Union locale CGT-FO, Alexandre Hébert de l'Union départementale), les militants des GSED, les membres du mouvement des Auberges de jeunesse. En 1962, il fait un bref passage au PSU. Un peu plus tard aura lieu la rencontre avec les paysans travailleurs (Bernard Lambert), notamment à travers la lutte pour la préservation des marais salants de Guérande.
En 1962-1963, il fait son service militaire.
Sur le plan pédagogique, il est dans la mouvance du mouvement Freinet et participe à la Fédération des groupes d'études et de recherches institutionnelles (FGERI) de Félix Guattari, participant à sa revue Recherches. Au sein du SNES, il appartient à la tendance École émancipée.
En 1968, un événement notable est la venue de Daniel Cohn-Bendit à Saint-Nazaire (vers le 15 mai) et la tenue de meetings de discussion avec des ouvriers des chantiers navals.

### Les années 1970
De 1973 à 1975, il est responsable national d'École émancipée, mais à la fin de cette période, durant laquelle il a été confronté à des affrontements entre trotskistes et non-trotskistes, il quitte la tendance, ainsi que le SNES, restant depuis lors non syndiqué.
Il participe aux luttes à propos du Larzac (il est poursuivi et condamné pour renvoi de ses papiers militaires).
En 1977, il lance une campagne (notamment par une pétition) pour obtenir la levée de l'arrêté d'expulsion de son frère (du 21 mai 1968) ; la levée est décidée seulement le 20 décembre 1978.

### Les expériences éducatives des années 1980-1990
En 1981, après l'élection de François Mitterrand, il lance l'idée d'un « établissement marginal », idée pour laquelle il réussit à obtenir le soutien d'Alain Savary, ministre de l'Éducation nationale ; c'est ainsi qu'en février 1982, est ouvert le lycée expérimental de Saint-Nazaire. Il y enseigne jusqu'en 1987, laissant l'expérience se poursuivre sans lui. En 1987-1988, il travaille comme professeur d'allemand au lycée français de Ouagadougou, avec un « contrat local ».
Ne pouvant s'installer au Burkina Faso, il revient en France et obtient un détachement « aux missions d'éducation nouvelles » ; il fonde alors le Groupement des retraités éducateurs sans frontières (qui est devenu le Groupement d'Éducateurs sans Frontières ou GREF), dont il est secrétaire général. L'association organise le transport et l'hébergement de retraités de l'Éducation nationale qui travaillent un certain temps dans des pays du Sud, ne touchant que leur pension. En décembre 2009, il demande la nationalité burkinabè et l'obtient l'année suivante.
En 1996, il atteint l'âge de la retraite.
Engagé dans de multiples activités associatives, souvent présenté comme un « infatigable militant de l'éducation alternative, », se présentant lui-même comme un libéral-libertaire, il participe en 2001 à l'éphémère Conseil national de l'innovation avant de créer en 2003 le « Réseau éducation pour tous en Afrique » (REPTA).

### Parcours intellectuel et politique
Son parcours intellectuel se caractérise par diverses évolutions que Gabriel Cohn-Bendit décrit ainsi dans un article du journal Libération : « Juif d'extrême gauche, libertaire pour tout dire, je tiens à affirmer quelques principes auxquels je tiens d'autant plus aujourd'hui que tous ceux auxquels j'ai cru pendant vingt ans se sont effondrés les uns après les autres (il est long le chemin qui, du jeune communiste, opposant en 1956, m'a mené, ma dose de scepticisme augmentant à chaque étape, à des idées libertaires en passant par le trotskisme, l'ultra-gauche). »
En 2006, Gabriel Cohn-Bendit se rapproche de l'écologiste Noël Mamère. Pourtant, en mai de la même année, il se prononce en faveur de la « candidature à la candidature » [présidentielle] de Ségolène Royal, contre « Sarkosy » (sic), en ironisant sur les CNE et les CDD : « Pour être cohérent et faire en sorte que Ségolène soit désignée comme candidate, je vais, à 70 ans, signer un Contrat nouvel encartement (CNE) au PS, Contrat à durée (très) déterminée (CDD). Bien sûr, ce texte voudrait donner à d’autres l’envie de faire de même, et si je ne peux pas, à mon âge et après 50 ans de vie politique et de multiples encartements, signer un Contrat premier encartement (CPE), j’appelle les jeunes à le faire. » Il n'épargne pas non plus Arlette Laguiller et Olivier Besancenot dont il décrie le goût du secret et l'angélisme alors qu'ils se disent héritiers de Trotsky, « qui ne fut que le précurseur de Staline ».
En 2009, à la suite du score élevé de la liste Europe Écologie menée par Daniel Cohn-Bendit aux élections européennes, Gabriel Cohn-Bendit crée l'association « Les Amis d’Europe Écologie » dont il devient le président. Cette structure qui se veut « biodégradable » dit vouloir permettre au débat de se poursuivre le temps que se restructure le réseau constitué autour du rassemblement Europe Écologie (avec lequel elle n'a aucun lien officiel) pendant la campagne.
Le 26 mars 2012, il annonce qu'il va voter pour François Hollande dès le premier tour de la présidentielle et appelle les écologistes à suivre son exemple. Il avait voté Noël Mamère en 2002 et Ségolène Royal en 2007. En 2015, il déclare : « Pour moi, Hollande, c'est fini », après la décision du président de mettre en place la déchéance de nationalité pour les bi-nationaux terroristes. Il affirme également qu'il votera pour Alain Juppé au second tour de la primaire présidentielle de la droite et du centre de 2016, et peut-être pour Nathalie Kosciusko-Morizet au premier tour.
Il meurt à Toulouse le 17 décembre 2021.

## Actions dans le système éducatif

### Le lycée expérimental de Saint-Nazaire
En juin 1981, alors que François Mitterrand est président de la République depuis peu, Gabriel Cohn-Bendit interpelle le ministre de l'Éducation nationale Alain Savary en publiant dans Libération une lettre ouverte au « camarade Ministre ». Cet appel aboutit en 1982 à la création de quatre établissements qui reçoivent carte blanche pour tenter de trouver des réponses à l'échec scolaire.
Parmi ceux-ci, Gabriel Cohn-Bendit participe à la fondation du lycée expérimental de Saint-Nazaire dont le fonctionnement est basé sur des principes de collégialité et de cogestion. Il y enseigne jusqu'en 1987 comme professeur d'allemand.

### Action en faveur des collèges expérimentaux
En mars 2000, Gabriel Cohn-Bendit rédige une « lettre ouverte » à Jack Lang, nouveau ministre de l'Éducation. En 2001, il est nommé par Jack Lang au Conseil national de l'innovation pour la réussite scolaire (CNIRS), qui permet la création d'une quinzaine de collèges et lycées expérimentaux dont 4 ouverts à tous publics. La mission du CNIRS sera revue lorsque Luc Ferry devient ministre après le changement de gouvernement en 2002 ; il en démissionne alors, entraînant avec lui 17 des 31 membres qui composent le conseil.
En septembre 2007, il lance un nouvel appel à la création de collèges expérimentaux, avec l'accord de Xavier Darcos, ministre de l'Éducation, qui affiche en quelques jours près de 200 adhésions d'enseignants.
Un comité de pilotage est constitué, qui désigne en février 2008 les établissements concernés par ces projets pédagogiques innovants ; mais soutenu uniquement dans l'académie de Créteil, puis réduit en nombre de postes à pourvoir début mars 2008, le projet est en passe d'être abandonné.

### Coopération en Afrique
En 1987-1988, Gabriel Cohn-Bendit passe une année scolaire au lycée français de Ouagadougou, et fonde en 1988 le Groupement des retraités et éducateurs sans frontières (GREF), association se donnant pour but de faire profiter les pays en voie de développement de l'expérience d'enseignants retraités.
En 1999, il est nommé au Haut Conseil de la coopération internationale et préside un groupe de travail sur « la coopération dans le secteur de l'éducation de base avec les pays d'Afrique subsaharienne », étudiant en particulier l'exemple du Sénégal. Rappelant les objectifs du Forum mondial sur l'éducation de Dakar en 2000, le rapport du groupe préconise de « mettre l'éducation de base au centre de la lutte contre la pauvreté », de promouvoir l'éducation pour tous et propose des moyens financiers à mettre en œuvre pour y parvenir.
L'idée d'une fondation vouée à cet objectif n'aboutit pas ; Gaby Cohn-Bendit fonde alors en 2003 le « Réseau éducation pour tous en Afrique » (REPTA).

## Prises de position politiques

### L'affaire Faurisson
En 1978, Robert Faurisson publie dans des tracts d'abord, puis dans la presse grand public, des propos « révisionnistes » puis négationnistes qui sont condamnés en juillet 1981. Gabriel Cohn-Bendit a rencontré Faurisson en novembre 1978 par l'entremise de Pierre Guillaume, et le défend dans Libération, écrivant ainsi : « Ce que je me refuse à faire, y compris aux néo-nazis, je ne suis pas prêt à accepter qu'on le fasse à des hommes comme Rassinier ou Faurisson dont je sais qu'ils n'ont rien à voir avec eux, et le procès intenté à ce dernier me rappelle plus l'Inquisition qu'une lutte contre le retour du pire ». En décembre 1980, au procès de la LICRA contre Faurisson, il exprime sa réticence à résoudre un problème d'histoire par voie légale, souhaite faire une thèse sur le révisionnisme avec Pierre Vidal-Naquet, qui refuse, et réalise un document de 16 pages non daté sur le journal de Kremer, médecin SS du camp d'Auschwitz, puis conclut que les « actions spéciales » (Sonderaktion) de Kremer ne sont pas des gazages et que « Vidal-Naquet, Wellers se trompent tout comme Faurisson », démenti en 1990 par l'historien belge Maxime Steinberg. Pendant le colloque de l'École des hautes études en sciences sociales de 1982 intitulé L'Allemagne nazie et le génocide juif, Vidal-Naquet déclare qu'il fait partie « des révisionnistes « radicaux » ou « gauchistes » ». Au printemps 1981, il se sépare du clan faurissonien puis en 1999, dans Nous sommes en marche, reconnaît s'être trompé « sans pour autant renie[r] en rien [s]on point de vue sur l'impérative liberté d'expression ». Pour Michel Dreyfus, auteur d'une étude sur L'antisémitisme à gauche (2011), « tout en se déclarant juif, ainsi que d’extrême-gauche, et sans se rendre compte de la manipulation dont il est l’objet, il estime, au nom de la liberté de la pensée, que Faurisson a le droit de poursuivre ses travaux : un problème historique ne peut être résolu par la voie légale, mais doit l’être par des recherches menées sans aucun tabou. Jean-Gabriel Cohn-Bendit laisse ouverte la question des chambres à gaz, mais admet la réalité de l’extermination des Juifs : c’est pourquoi il ne sera jamais considéré par les spécialistes du sujet, et d’abord Pierre Vidal-Naquet, comme un négationniste. ».

### Conflit avec Lutte ouvrière
Dans le journal Libération du 4 avril 2002, quelques jours avant le premier tour de l'élection présidentielle, Gabriel et son frère Daniel publient un article (« Arlette n'est pas une sainte ») dans lequel ils s'en prennent avec véhémence à l'organisation trotskiste Lutte ouvrière (LO), à son responsable Robert Barcia et à sa porte-parole Arlette Laguiller. Ils comparent LO à une secte et son chef à un gourou, et accusent l'Union communiste — dont LO est issue — de toucher des fonds de la part de sociétés commerciales capitalistes. Ils ajoutent que Robert Barcia serait à la tête d'entreprises tout aussi capitalistes, actives dans la promotion de médicaments auprès du corps médical.
Le 6 octobre 2005, la cour d'appel de Paris a condamné Libération et Gabriel Cohn-Bendit à 1 500 euros d'amende, qualifiant de diffamatoire l'affirmation que « le parti Lutte ouvrière bénéficie d'un financement illégal de la part de sociétés commerciales qui prennent en charge la rémunération de certains dirigeants ».

## Publications
- Le Gauchisme, remède à la maladie sénile du communisme, Éditions du Seuil, 1969 (avec Daniel Cohn-Bendit)
- Intolérable intolérance, Éditions de la Différence, 1981 (avec E. Delcroix, C. Karnoouh, V. Monteil, J. L. Tristani)
- Nous sommes en marche, Flammarion, 1999
- L'École doit éduquer à la désobéissance : le lycée expérimental de Saint-Nazaire éd. L'Harmattan, 2001
- Lettre ouverte à tous ceux qui n'aiment pas l'école, Éditions Little big man, 2003
- École de Tersac, Lycée de Saint-Nazaire : Alternatives à l'Education nationale 2006 (avec Dominique Gorioux, Olivier Gautier, Stéphanie Elie)
- À bas le Parti Vert! Vive l'écologie!, Éditions Mordicus (collection Coups de colère), 2011
- Pour une autre école, Repenser l’éducation, vite !, Éditions Autrement, 2013[49].